# Poiana Teiului (gmina)
Poiana Teuiului – gmina w Rumunii, w okręgu Neamț. Obejmuje miejscowości Călugăreni, Dreptu, Galu, Pârâul Fagului, Petru Vodă, Poiana Largului, Poiana Teiului, Roșeni, Ruseni, Săvinești i Topoliceni. W 2011 roku liczyła 4451 mieszkańców.